# Christoph Soukup
Christoph Reinhold Soukup (Wenen, 11 oktober 1980) is een Oostenrijks mountainbiker, die zijn vaderland tweemaal vertegenwoordigde bij de Olympische Spelen: in 2004 (Athene) en 2008 (Peking).

## Erelijst

### Mountainbike
2001
- Oostenrijkse kampioenschappen (marathon)

2003
- Oostenrijkse kampioenschappen (cross country)

2004
- 15e Olympische Spelen (cross country)
- 1e in Kos Cup
- 1e in XC Samobor

2005
- Oostenrijkse kampioenschappen (cross country)

2007
- Oostenrijkse kampioenschappen (cross country)
- Europese kampioenschappen (marathon)

2008
- Oostenrijkse kampioenschappen (cross country)
- 6e Olympische Spelen (cross country)
- 1e in Yermasogia
- 1e in Heubach
- 6e Wereldkampioenschap (marathon)

2009
- 3e in 1e etappe Afxentia
- 3e in 3e etappe Afxentia
- 3e in Afxentia
- 4e Wereldkampioenschap (marathon)

2010
- Oostenrijkse kampioenschappen (cross country)
- 6e Europese kampioenschappen (cross country)

2012
- 1e in Streategg